# Bodo von Alvensleben

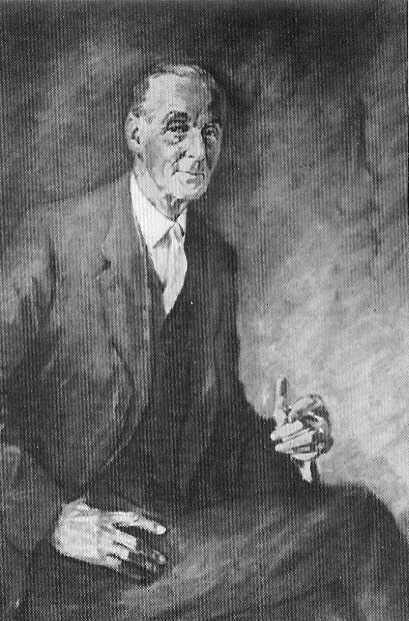
Bodo Graf von Alvensleben

Hans Bodo Graf von Alvensleben, familienintern auch Alvensleben-Neugattersleben, (* 18. Oktober 1882 in Neugattersleben; † 3. Oktober 1961 in Frankfurt am Main) war Gutsbesitzer und Präsident des Deutschen Herrenklubs.

## Leben
Er entstammte der niederdeutschen Adelsfamilie von Alvensleben und wurde als fünftes Kind des Werner Graf von Alvensleben (1840–1929) und der Anna von Veltheim (1853–1897) auf dem väterlichen Gut Neugattersleben in der Provinz Sachsen geboren. Er besuchte das Gymnasium in Kassel und Dillenburg, studierte Rechtswissenschaft an den Universitäten Bonn und Halle und diente als Einjähriger beim Kürassier-Regiment „von Driesen“ (Westfälisches) Nr. 4 in Münster. Von 1908 bis 1910 folgte eine praktische landwirtschaftliche Ausbildung in Winningen und in Neugattersleben.
Aufgrund eines Zerwürfnisses mit seinem Vater über die beabsichtigte Heirat mit einer Katholikin wanderte er 1910 nach Victoria (British Columbia) in Kanada aus, um wirtschaftlich unabhängig zu werden. Nach Kanada war sechs Jahre zuvor schon sein älterer Bruder Gustav Konstantin von Alvensleben gegangen und hatte sich zu einem erfolgreichen Unternehmer in Vancouver hochgearbeitet. Bodo begann als Holzfäller, konnte dann ein Handelsunternehmen gründen und damit die wirtschaftliche Grundlage schaffen, um bereits 1912 seine Verlobte, Ada Gräfin von Korff gen. Schmising (1878–1924), zu heiraten und nach Kanada zu holen. Dort wurden seine beiden ältesten Töchter Anna Therese und Elisabeth geboren. Bei Ausbruch des Ersten Weltkrieges gelang es ihm, sich auf abenteuerliche Weise nach Deutschland durchzuschlagen und als Kriegsfreiwilliger zu melden. Seine Frau konnte später mit ihren Kindern nachkommen. 1918 wurde die dritte Tochter Maria geboren. Im Krieg wurde er Rittmeister und mit dem EK I und II ausgezeichnet. Im Laufe der Novemberrevolution 1918 wurde er in den Arbeiter- und Soldatenrat gewählt und war in dieser Eigenschaft für den Schutz der Kaiserin Auguste Victoria im Neuen Palais in Potsdam verantwortlich.
Nach Aussöhnung mit seinem Vater kehrte er 1919 nach Neugattersleben zurück, um dort zunächst als Pächter und nach dem Tode seines Vaters als dessen Erbe die Bewirtschaftung zu übernehmen. Nach dem Tod seiner ersten Frau 1924 heiratete er 1926 in zweiter Ehe Marie-Josephine von Blücher (1891–1970). Aus dieser Ehe stammte der 1932 geborene Sohn Alvo.
Neben der Bewirtschaftung des Gutes fielen ihm sehr bald zahlreiche weitere Aufgaben in Wirtschaft, Politik und Gesellschaft zu. Er war Mitglied in mehreren Aufsichtsräten in Unternehmen der Ernährungswirtschaft, Vorsitzender des Landbundes im Bezirk Magdeburg, Landesführer des Stahlhelms im Gau Magdeburg, Führer der bürgerlichen Fraktionen im Kreistag, Vorsitzender des Altherrenvereins des Corps Borussia Bonn, des Tennisclubs Rot-Weiß in Berlin und nicht zuletzt Präsident des Deutschen Herrenklubs in Berlin, den er 1924 mitbegründet hatte. 
Der Herrenklub diente als Gesprächsforum zum Gedankenaustausch für Funktionseliten unterschiedlicher Couleur aus Landwirtschaft, Industrie, Politik, Verwaltung, Presse und Wissenschaft. An dessen jährlichen Jahresessen im Dezember in Berlin nahmen jeweils etwa 500 prominente Persönlichkeiten teil. Insgesamt hatte der Klub reichsweit um 5.000 Mitglieder. Er war in regionale Klubs oder Gesellschaften untergliedert.
Als Präsident eines so bedeutsamen Klubs bemühte er sich, den Einfluss der aufkommenden nationalsozialistischen Bewegung zurückzudrängen. Alvensleben selbst war seit 1922 Mitglied der Deutschnationalen Volkspartei (DNVP). Als diese Bemühungen in der Reichstagswahl 1933 scheiterten, zog er sich jedoch nicht zurück, sondern versuchte, aus der neuen Situation das Beste zu machen. Als der Stahlhelm geschlossen in die SA überführt wurde, wurde er zum 1. März 1934 als Brigadeführer übernommen.
Am 28. Juli 1937 beantragte er die Aufnahme in die NSDAP und wurde rückwirkend zum 1. Mai desselben Jahres aufgenommen (Mitgliedsnummer 4.639.133). Seine Beweggründe standen – wie aus den Akten des Spruchkammerverfahrens hervorgeht – in Zusammenhang mit einer erneuten Verhaftung seines Bruders Werner. Um dessen Freilassung erwirken zu können, musste Alvensleben für seinen Bruder bürgen und ihn in Neugattersleben aufnehmen, wo dieser unter einer Art Hausarrest stand, d. h., er durfte Neugattersleben nur mit Genehmigung der Geheimen Staatspolizei verlassen. Graf Alvensleben war zu jener Zeit mit seiner Ehefrau Mitglied der Deutschen Adelsgenossenschaft, Landesabteilung Magdeburg, sie sogar mit Funktion im Landeskapitel.
Als der Landrat des Landkreises Calbe a./S., Parisius, im Kriege zur Wehrmacht eingezogen wurde, verwaltete er stellvertretend das Landratsamt. Sein Bemühen, dabei seinen ethischen Grundsätzen treu zu bleiben, wurde in seiner Heimat hoch anerkannt, auch über das Jahr 1945 hinaus. So erwähnte die DDR-Zeitschrift Der Bär – Heimathefte für Stadt und Land Bernburg 1957, dass sich Alvensleben nach 1933 für sozialistische Gemeinderatsmitglieder einsetzte, die von den Nationalsozialisten drangsaliert wurden, sowie einen Brief an Hermann Göring, in dem Alvensleben 1944 die schlechte Behandlung von russischen Kriegsgefangenen in Deutschland kritisierte. Bei Partei und Staat geriet er zunehmend in Misskredit. Ein Gutachten für den Gauleiter Jordan vom 9. September 1944 kritisierte nicht nur seine kirchliche Einstellung, er sei auch „in politischer Hinsicht restlos abzulehnen“, seine Abberufung eine „dringende Notwendigkeit“.
Dennoch kam er vom 19. April 1945 bis zum 5. August 1947 in Automatischen Arrest der Amerikaner, weil er „auf Grund der hohen formalen Belastung als SA-Brigadeführer in die Gruppe der Hauptschuldigen“ eingestuft wurde. Erst am 25. Mai 1948 erfolgte sein Freispruch durch die Spruchkammer Ludwigsburg. Zuvor war er zum Katholizismus übergetreten. Das Gut Neugattersleben war durch die Bodenreform 1945 enteignet worden. Seine Gesundheit war angeschlagen und er starb am 3. Oktober 1961 in Frankfurt am Main und wurde in Kronberg im Taunus beerdigt.